# Sports Car (Judie Tzuke)
Sports Car è il secondo album della cantante britannica Judie Tzuke, pubblicato dall'etichetta discografica Rocket Records nel maggio 1980.
L'album è prodotto dalla stessa interprete con Mike Paxman e Paul Muggleton. I tre sono autori del brano Rain on the Hills, mentre gli altri sono composti dai soli Tzuke e Paxman.
Dal disco vengono tratti i singoli Understanding, Living on the Coast e The Choices You've Made.

## Tracce

### Lato A
1. Sports Car
2. Nightline
3. Chinatown
4. Understanding

### Lato B
1. The Choices You've Made
2. The Rise of Heart
3. Living on the Coast
4. Molly
5. Rain on the Hills